# Gabriel Menino

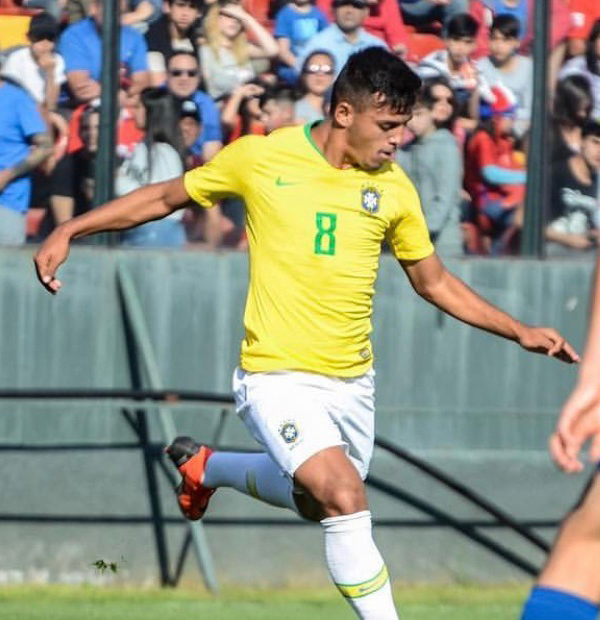
Gabriel Menino

Gabriel Vinicius Menino, född 29 september 2000 i Morungaba i São Paulo, är en brasiliansk fotbollsspelare.
Han blev olympisk guldmedaljör i fotboll vid sommarspelen 2020 i Tokyo.